# 1-je Krasnikowo
1-je Krasnikowo, także Pierwoje Krasnikowo (ros. 1-е Красниково, Первое Красниково) – wieś (ros. деревня, trb. dieriewnia) w zachodniej Rosji, w sielsowiecie biesiedinskim rejonu kurskiego w obwodzie kurskim.

## Geografia
Miejscowość położona jest nad Racią (prawy dopływ Sejmu), 1 km od centrum administracyjnego sielsowietu (Biesiedino), 12 km na wschód od centrum administracyjnego rejonu (Kursk), przy drodze federalnej R-298 (Kursk – Woroneż – R22 «Kaspij»; część europejskiej trasy E38).
We wsi znajduje się 114 posesji.
Klimat
Miejscowość, jak i cały rejon, znajduje się w strefie klimatu kontynentalnego z łagodnym ciepłym latem i równomiernie rozłożonymi opadami rocznymi (Dfb w klasyfikacji klimatów Köppena).

## Demografia
W 2010 r. wieś zamieszkiwało 187 osób.